# Allium crispum
Allium crispum — вид трав'янистих рослин родини амарилісові (Amaryllidaceae), ендемік західної Каліфорнії (США).

## Опис
Цибулин 1–3, від яйцюватих до кулястих, 0.9–1.5 × 0.9–1.5 см; зовнішні оболонки містять 1 або більше цибулин, коричневі або сірі, чітко клітинно-сітчасті, перетинчасті; внутрішні оболонки білі. Листки стійкі, в'януть від кінчика в період цвітіння, 2–3, базально розлогі; листові пластини 13–30 см × 1–3 мм, краї цілі. Стеблина стійка, поодинока, прямостійна, 15–35 см × 1–3 мм. Зонтик стійкий, прямостійний, широкий, 10–40-квітковий, півсферичний, цибулинки невідомі. Квіти дзвінчасті, 8–13 мм; листочки оцвітини прямостійні, рожево-пурпурові, від ланцетно-яйцюватих до широко-яйцюватих, нерівні, зовнішні довші та ширші, краї зовнішніх — цілі, внутрішніх — зубчасті та чітко звивисті, верхівка загострена. Пиляки жовті; пилок жовтий. Насіннєвий покрив тьмяний. 2n = 14.
Цвітіння: кінець березня — червень.

## Поширення
Ендемік західної Каліфорнії (США).
Населяє глинисті ґрунти, включаючи серпантин; 100–800 м.